# Krasni Iar (Primórie)
|  | Per a altres significats, vegeu «Krasni Iar». |

Krasni Iar (en rus: Красный Яр) és un poble del krai de Primórie, a l'Extrem Orient de Rússia, que en el cens del 2010 tenia 551 habitants.